# Alexandra (film 1922)
Alexandra è un film di produzione olandese e tedesca del 1922, scritto e diretto da Theo Frenkel. 

## Trama
La contessa Alexandra Andronowitsch è maltrattata dal marito, per cui, dopo un ennesimo litigio, lascia la casa nuziale senza rendere nota la sua destinazione.
Edward Buchanan, in attesa di salpare col proprio yacht in compagnia del padre alla volta di Londra, incontra Sonja, una giovane ragazza il cui patrigno, un truffatore, riesce ad indurlo, ipnotizzandolo, a versargli mensilmente del denaro.
Alexandra è ospitata, in una tappa del suo viaggio, da una famiglia contadina.
Edward, il cui padre è morto durante la traversata, giunge a Londra, dove, in preda ad un disagio conseguente alla suggestione ipnotica subita, è in cura da uno psicoterapeuta.
Il padre di Sonja, durante una colluttazione con un uomo al quale voleva vendere le prestazioni sessuali della figlia, muore.
A Londra Edward, che, alla morte dell’ipnotizzatore ha subitamente riguadagnato la piena salute psichica, apprende che le fortune ereditate dal defunto padre fanno inaspettatamente di lui uno degli uomini più ricchi del mondo. Sùbito una schiera di adulatori gli si fa incontro, interessata solo al suo denaro, per cui rimane gradevolmente stupito quando Sonja gli si presenta per restituirgli parte del denaro che il patrigno gli aveva estorto: egli decide di occuparsi dell’educazione della ragazza, che entra in un collegio. Ma il multi-milionario Edward è nel frattempo caduto in uno stato di depressione, e decide di lasciare la metropoli e di togliersi la vita: dopo essersi liberato dei falsi amici e dei falsi amori intraprende dunque un viaggio all’estero.
Alexandra e Edward fanno conoscenza in uno scompartimento ferroviario di un treno diretto ad una località montana, e fra loro nasce l’amore. Ma i sintomi della tisi di cui Alexandra soffre si acuiscono. Sonja li raggiunge, e quando anche il marito della contessa arriva, Alexandra è già spirata.